# Ӗ (кириллица)
Ӗ, ӗ (Е с краткой) — буква расширенной кириллицы. Используется в чувашском языке, где является 9-й буквой алфавита. Обозначает краткий звук [ɘ].
Буква впервые появилась в 1873 году в «Букваре для чуваш с применением русской азбуки», введена Иваном Яковлевым. В более раннем варианте алфавита вместо неё использовался мягкий знак.

Разница между кириллическим (сверху) и латинским (внизу) бреве в шрифте ПТ Сериф

В некоторых словарях ненецкого языка используется Е͏̆ е͏̆ (е с бреве, имеющим форму, как в латинице), обозначающая краткий гласный [ə̆].